# بافل دولوخانوف
بافل ماركوفيتش دولوخانوف (1 يناير 1937، لينينغراد، الاتحاد السوفياتي - 6 ديسمبر 2009، نيوكاسل، المملكة المتحدة) (بالروسية: Долуханов Павел Маркович) هو دكتور في العلوم الجغرافية، وأستاذ فخري (2002)، وباليوغوغرافي وعالم آثار روسي-بريطاني في معهد تاريخ ثقافة المواد (IHMC) بالأكاديمية الروسية للعلوم من 1959 إلى 1989، وجامعة نيوكاسل بالمملكة المتحدة (1990-2009)، وهو متخصص في علم الآثار والبيئة القديمة لشمال الأوراسيا. وقد قام بالتدريس وإجراء الأبحاث في جامعة لينينغراد الحكومية (جامعة سانت بطرسبرغ الحكومية حاليا)، وجامعة نيوكاسل، ومعهد علم الحفريات في باريس، ومركز الأبحاث الدولي (كيوتو، اليابان).